# Dirty Hungarian Phrasebook
„Dirty Hungarian Phrasebook” este un scheci⁠(d) Monty Python. Aceasta a fost difuzată pentru prima dată în 1970 în cadrul emisiunii Monty Python's Flying Circus⁠(d), ca parte a episodului 25⁠(d), și apare și în filmul And Now for Something Completely Different⁠(d). Atlas Obscura⁠(d) a notat că este posibil să fi fost inspirată din English as She Is Spoke, o carte de fraze portugheze-engleze din secolul al XIX-lea considerată o sursă clasică de umor neintenționat, deoarece traducerile în engleză sunt în general complet incoerente.

## Distribuție
- John Cleese ca ungur și apoi avocat
- Terry Jones ca tutungiu și apoi magistrat
- Graham Chapman ca polițist
- Michael Palin ca editor
- Eric Idle în rolul grefierului, procurorului și jurnalistului cu voice-over[1]